# Слющинський Богдан Васильович
Богдан Васильович Слющинський (1 квітня 1947, с. Стрептів, нині Львівського району, Львівської області — 9 квітня 2022, м. Маріуполь, Донецька область) — український науковець, поет, композитор, завідувач кафедри політології, філософії та соціології Маріупольського державного університету, доктор соціологічних наук.

## Життєпис
Народився у селі Стрептів, нині Львівського району, Львівської області.

### Освіта
1964—1971 роки — навчання у Львівському державному музичному училищі імені С. Людкевича на відділі народних інструментів по класу баяна (клас професора Георгія Казакова);
1970—1972 роки — Львівський політехнічний інститут за фахом «Автомобілі та трактори»;
1975-1980 роки — Хабаровський державний інститут мистецтв і культури за фахом «Клубний працівник вищої кваліфікації — керівник самодіяльного оркестру народних інструментів»;
1995 року закінчив повний курс Українського інституту підвищення кваліфікації керівних кадрів освіти за фахом «Управління трудовими ресурсами» за кваліфікацією економіст, менеджер персоналу;
2000 року закінчив докторантуру при Міжнародній кадровій Академії, захистив дисертацію та отримав науковий ступінь «Доктор філософії в галузі соціології»;
2002—2010 роки — кандидат соціологічних наук;
2010 року — захистив дисертацію у Харківському національному університеті імені В. Н. Каразіна та отримав ступінь «Доктор соціологічних наук».

### Трудова діяльність

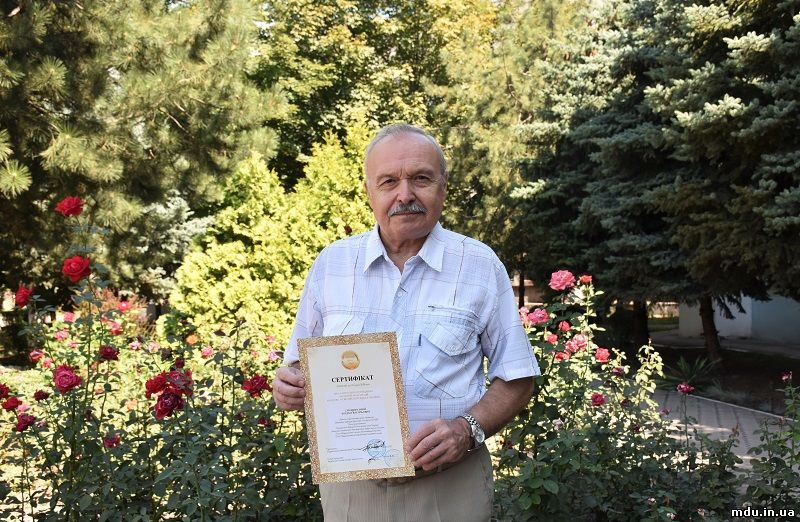
Богдан Слющинський із нагородою

Трудове становлення почав, коли був студентом Львівського державного музичного училища. Першою його роботою була концертмейстер дитячої студії Палацу культури Львівського трамвайно-тролейбусного управління.
Після служби в армії (з 1969 року) був керівником ансамблю баяністів ПТУ № 48 у Львові. Упродовж 1971—1972 років викладав у Львівській вечірній школі загальної музичної освіти.
У 1972 році виїхав на Сахалін, де почав працювати у Тимовській дитячій музичній школі спочатку викладачем, а згодом директором.
З 1979 по 1983 роки — завідувач відділу культури Тимовського райвиконкому Сахалінської області.
1983 року повернувся в Україну, до міста Жданова, Донецької області. З 1983 по 1985 років обіймав посаду заступника директора Палацу культури металургійного комбінату імені Ілліча, потім з 1985 по 1986 рік керував дитячою та вечірньою музичними школами № 1 у місті Жданові.
1986—2000 роки — завідувач культури Ждановської, а з 1989 року — Маріупольської міської ради. За час роботи на посаді завідувача відділу культури Ждановської (Маріупольської міської ради) відкрив Музей побуту та етнографії населення Приазов'я (1989 рік), Літературний музей (1996 рік), дитячу школу мистецтв (1991 рік), Парк культури та відпочинку «Веселка», Історичну бібліотеку імені М. Грушевського (1993 рік), Театр ляльок (1997 рік). Завдяки ініціативності та наполегливості Б. Слющинського статус Муніципального отримали: камерний оркестр «Ренесанс» (1993 рік), духовий оркестр та оркестр народних інструментів. Також запровадив традицію святкування Дня міста. Вперше це свято організував і провів на Сахаліні у 1978 році, а 1986 року — у Жданові.

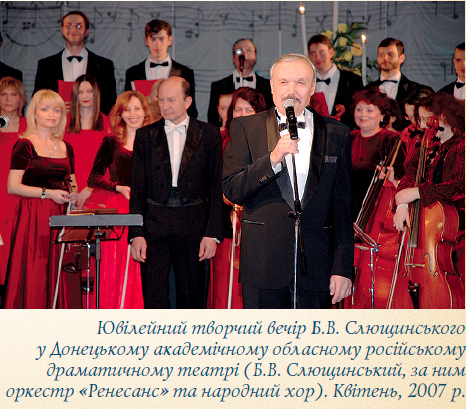
Ювілейний творчий вечір Богдана Слющинського

2000—2003 роки — доцент кафедри музикознавства, заступник завідувача цієї кафедри та заступник декана гуманітарного факультету Приазовського державного технічного університету.
З 2002 року — член Національної спілки письменників України. З 2015 по 2022 роки очолював Донецьку обласну організацію НСПУ.
З 2003 року продовжив свою педагогічну діяльність у Маріупольському державному університеті, де пропрацював до кінця свого життя. У цьому навчальному закладі пройшов трудовий шлях від доцента кафедри соціально-політичних дисциплін, декана філологічного факультету до професора, завідувача кафедри політології, філософії та соціології. У 2016 році відкрив в університеті спеціальність «Соціологія», за рік, у 2017 році — Соціологічну лабораторію.
1 липня 2020 року ім'я професора, Академіка української Академії наук Вищої школи України Богдана Васильовича Слющинського занесено до видання «Золотий фонд нації. Науково-освітній потенціал України».
З 2011 по 2022 роки — професор кафедри філософії та соціології Маріупольського державного університету.

### Смерть
8 травня 2022 року стало відомо про загибель Богдана Слющинського у Маріуполі. Про це повідомила кафедра філософії і соціології Маріупольського державного університету на своїй Facebook-сторінці. Богдан Васильович загинув 9 квітня 2022 року під час активних бойових дій на території міста внаслідок влучання осколка снаряда в серце.

## Наукова діяльність
Був автором понад 186 наукових праць, з яких:
Монографії
- «Від влади сім'ї до влади державної»;
- «Суспільство. Культура. Бюрократія»;
- «Міжкультурна комунікація в українському Приазов'ї».

Навчальні посібники
- «Соціологія музичної культури»;
- «Історія суспільно-політичної думки».

Також у його доробку є 12 навчально-методичних посібників для студентів вищих навчальних закладів, чимало статей для енциклопедичних словників, статей у колективних монографіях та наукових фахових журналах тощо.
Також у його доробку є 12 навчально-методичних посібників для студентів вищих навчальних закладів, чимало статей для енциклопедичних словників, статей у колективних монографіях та наукових фахових журналах тощо.

## Письменницька творчість
Видав 10 поетичних збірок . Серед них: «Втомлена надія» (1997), «Відлуння» (1998), «В обіймах часу» (1999),  «Осінній вітряк» (1999), «Витоки» (2001), «Подих вітру» (2005), «Світанкова роса» (2010), «Пори року» (2013), «Зорепад» (2017), «Музика епохи» (2021), а також збірка малої прози «Дорогами життя» (2017). Крім одноосібних видань, поезія та проза були надруковані у таких колективних збірках, як книги «Земле рідна колискова (українські поети Донеччини)», «Мы из Азовья», літературно-художній альманах «Маріуполь», який заснував сам автор у 1998 році і був його головним редактором у 1998—2000 роках, та численних інших.
| Збірка            | рік  |
| ----------------- | ---- |
| «Втомлена надія»  | 1997 |
| «Відлуння»        | 1998 |
| «В обіймах часу»  | 1999 |
| «Осінній вітряк»  | 1999 |
| «Витоки»          | 2001 |
| «Подих вітру»     | 2005 |
| «Світанкова роса» | 2010 |
| «Пори року»       | 2013 |
| «Дорогами життя»  | 2017 |
| «Зорепад»         | 2017 |
| «Музика епохи»    | 2021 |

### Нагороди
1990 рік — медаль «Ветеран праці».
За вагомий особистий внесок у розвиток науки та освіти шанований педагог відзначений подяками голови Донецької обласної державної адміністрації; багатьма дипломами та почесними грамотами Міністерства культури СРСР та України, Маріупольської міської ради; знаком Міністерства культури СРСР «За відмінну роботу», знаком Міністерства освіти та науки «Відмінник освіти». Має пам'ятні нагороди за власну творчу діяльність: дипломант міжнародного фестивалю ліричної пісні «Отчий дім» імені Євгенія Мартинова, його пісні ставали лауреатами міжнародних фестивалів естрадної пісні імені Ісака Дунаєвського та імені Клавдії Шульженко.

### Сім'я
Був у шлюбі з дружиною Наталією, мав дітей та онуків.

## Цікаві факти

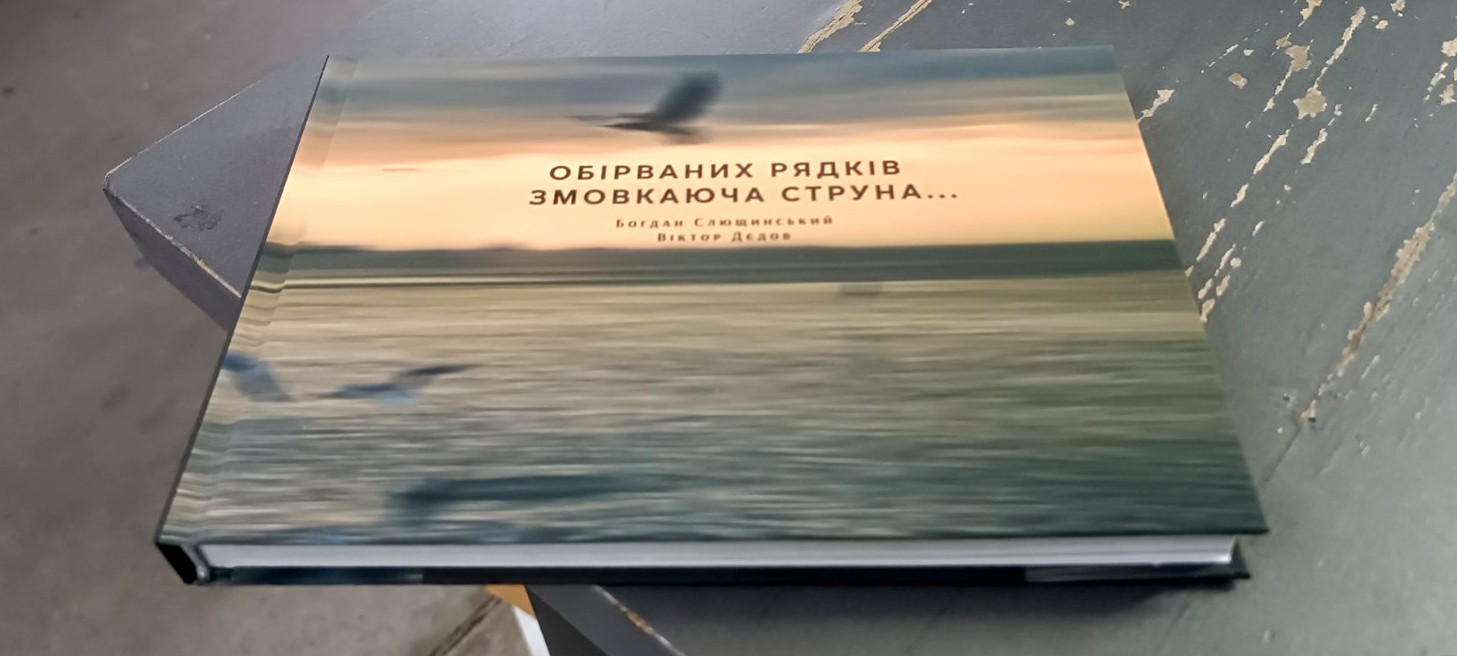
Обірваних рядків змовкаюча струна. Фотоальбом із віршами Богдана Слющинського й світлинами Віктора Дєдова

У червні 2025 року світ побачив поетичний фотоальбом "Обірваних рядків змовкаюча струна...". Книжка вийшла друком у львівському видавництві "Світло й тінь" завдяки ініціативі родичів Богдана Слющинського (поета, науковця, культурного діяча) та Віктора Дєдова (телеоператора й фотографа). Ці митці загинули під час облоги Маріуполя. Ідеєю книжки є збереження творчої спадщини поета й фотохудожника, а також історичної й культурної пам'яти про місто. Фотоальбом містить вибрані вірші Богдана Слющинського з його прижиттєвих поетичних збірок і найкращі світлини довоєнного Маріуполя, автором яких є Віктор Дєдов. 

## Вшанування пам'яти

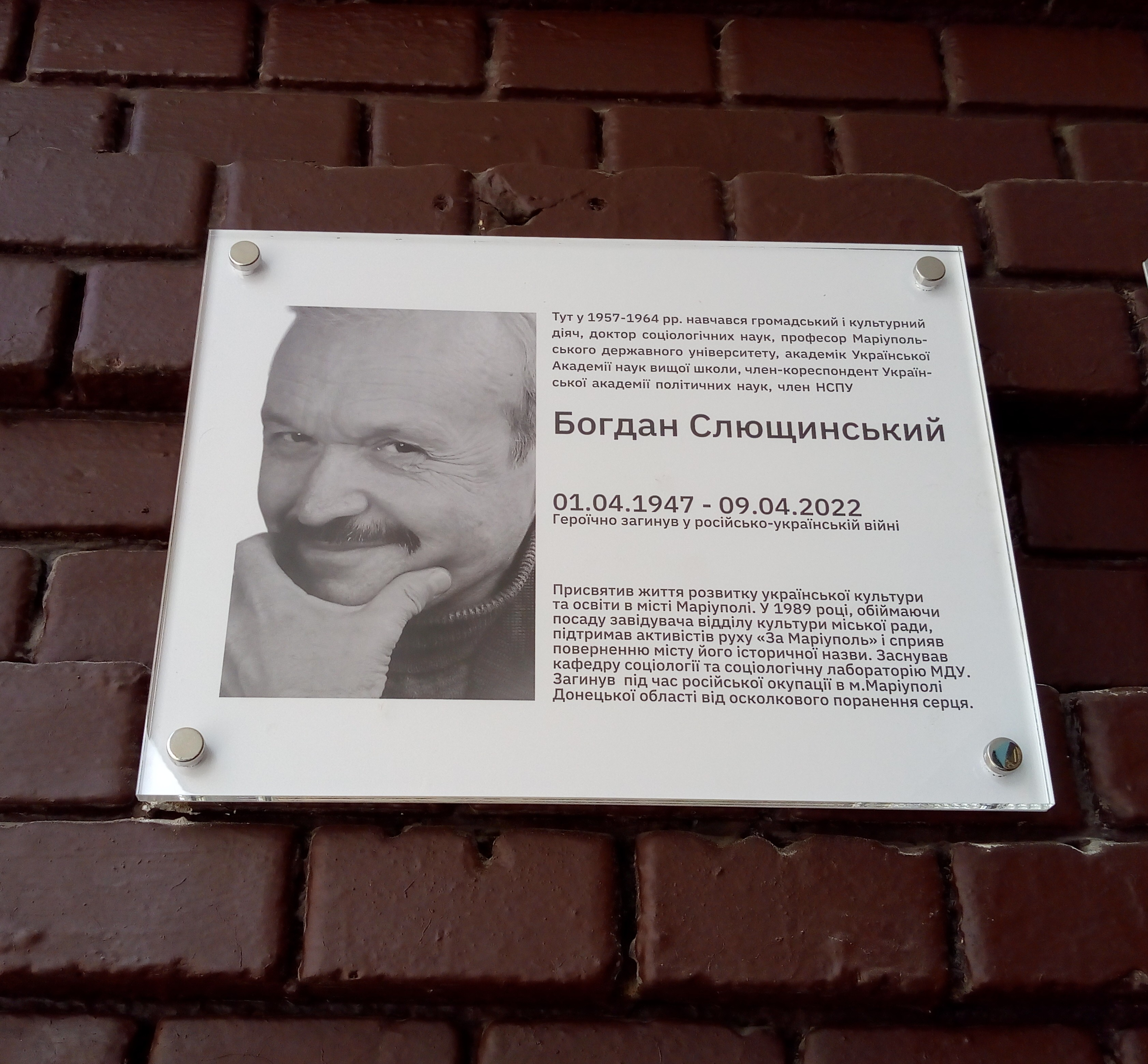
Меморіальна табличка Богданові Слющинському на території Ліцею №28 Львівської міської ради.

Меморіальну табличку Богданові Слющинському на території Ліцею №28 Львівської міської ради встановили 6 червня 2025 року. Урочисте відкриття таблички відбулося 13 червня. 